# Estreito da Tartária

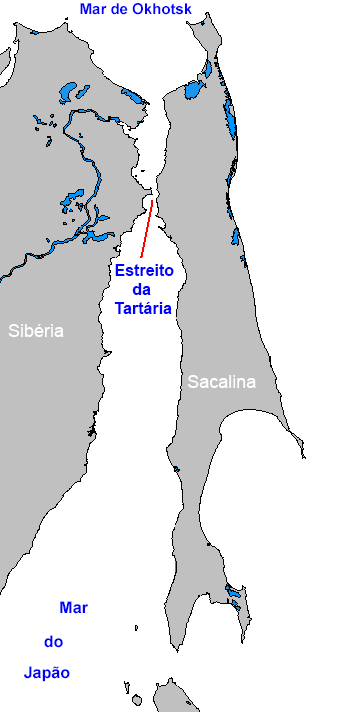
O estreito da Tartária liga o mar de Okhotsk com o mar do Japão

O estreito da Tartária, Golfo da Tartária, Golfo Tártaro ou Estreito Tártaro, para os japoneses Estreito de Mamiya e para os russos Estreito de Nevelskoy na sua parte norte (também em em russo: атарский пролив) é um estreito no oceano Pacífico que separa a ilha russa de Sacalina do sudeste russo da Ásia continental, ligando o mar de Ocótsqui com o mar do Japão. Tem 900 km de comprimento, entre 4 e 20 m de profundidade, e 7,3 km de largura no seu ponto mais estreito.
O nome Tartária, que provém dos tártaros, é uma forma arcaica para vários povos da Ásia. Neste caso refere-se a vários povos da Manchúria, que em tempos históricos foi chamada "Tartária Oriental".
No Japão, o estreito leva o nome de Mamiya Rinzo, que o atravessou em 1808, enquanto os autores russos preferem dar-lhe o nome do Almirante Nevelskoi, explorador da área em 1848.
Com o mesmo nome de "Estreito da Tartária" (Strait of Tartary) há também um poema de Walter de la Mare, o qual fala da Tartária como terra da Ásia ao norte da China.
Este estreito foi o lugar por onde os Ainu chegaram a Sacalina (Karafuto) provenientes da Ásia continental.